# Träningsoverall

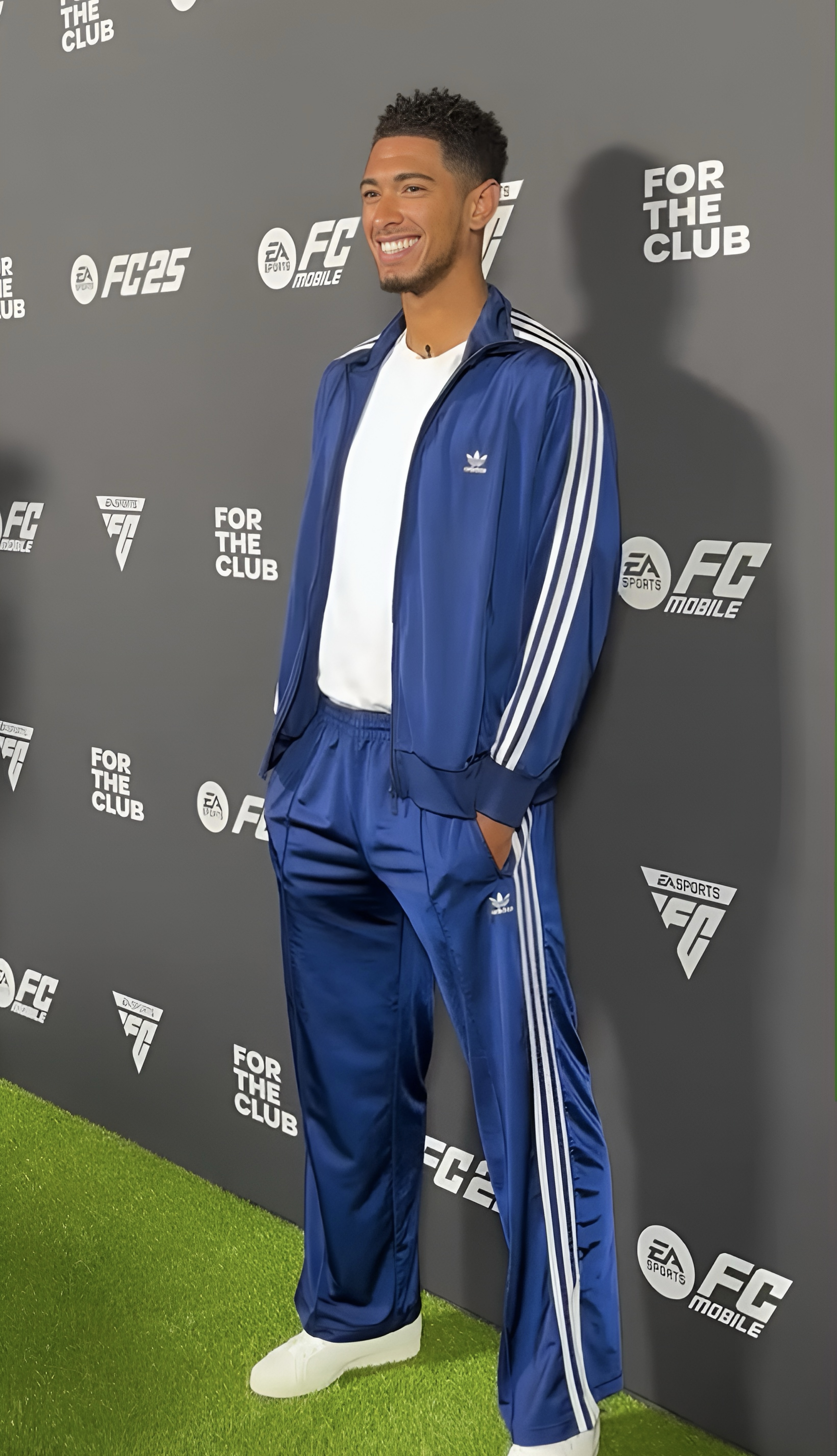
Engelska fotbollsspelaren Jude Bellingham iklädd träningsoverall på ett evenemang 2024.

Träningsoverall kallas en heltäckande klädsel av mjukt tyg som främst används i idrottsliga sammanhang. En träningsoverall består ofta av separata byxor och jacka, och är i så fall, i strikt mening, egentligen inte en overall. Däremot brukar så kallad målvaktsoverall vara i ett stycke.[källa behövs]
För motionsidrottaren, som tränar utomhus, är träningsoverallen ofta den klädsel som föredras vid träningen. Elitidrottare brukar, särskilt i tävlingssammanhang, snarare använda träningsoverallen som överdragsklädsel över tävlingsdräkten, som är lättare och ger mindre luftmotstånd.
De flesta elitidrottsföreningar låter sy upp träningsoveraller i lagets färger, som används av lagmedlemmarna. Träningsoveraller används också som avslappnad fritidsklädsel i sammanhang där det inte finns några formella krav på klädseln.

## Galleri

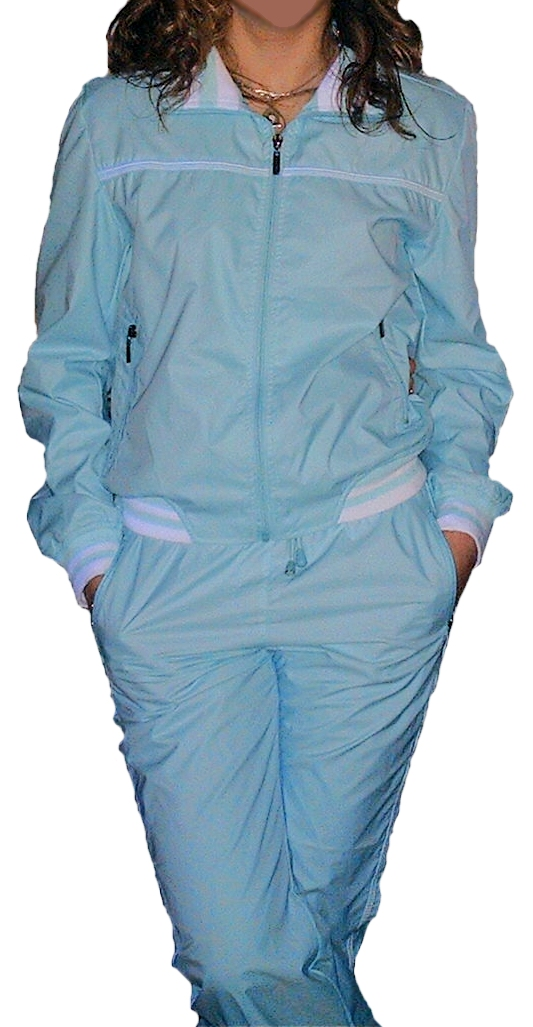
Ett exempel på en träningsoverall som används som moderiktigt vardagsplagg.
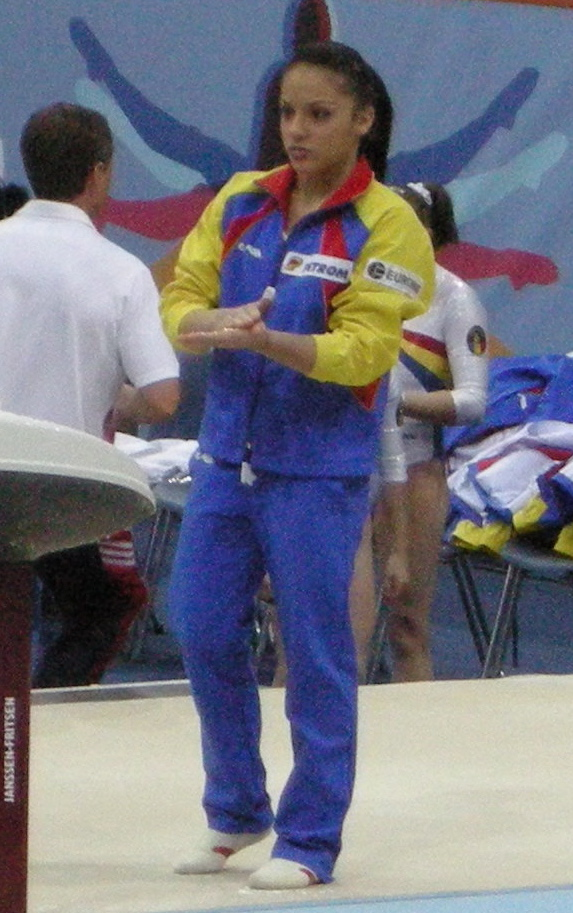
Cerasela Patrascu bär den rumänska flaggans färger på sin träningsoverall under Världsmästerskapet i artistisk gymnastik 2010.
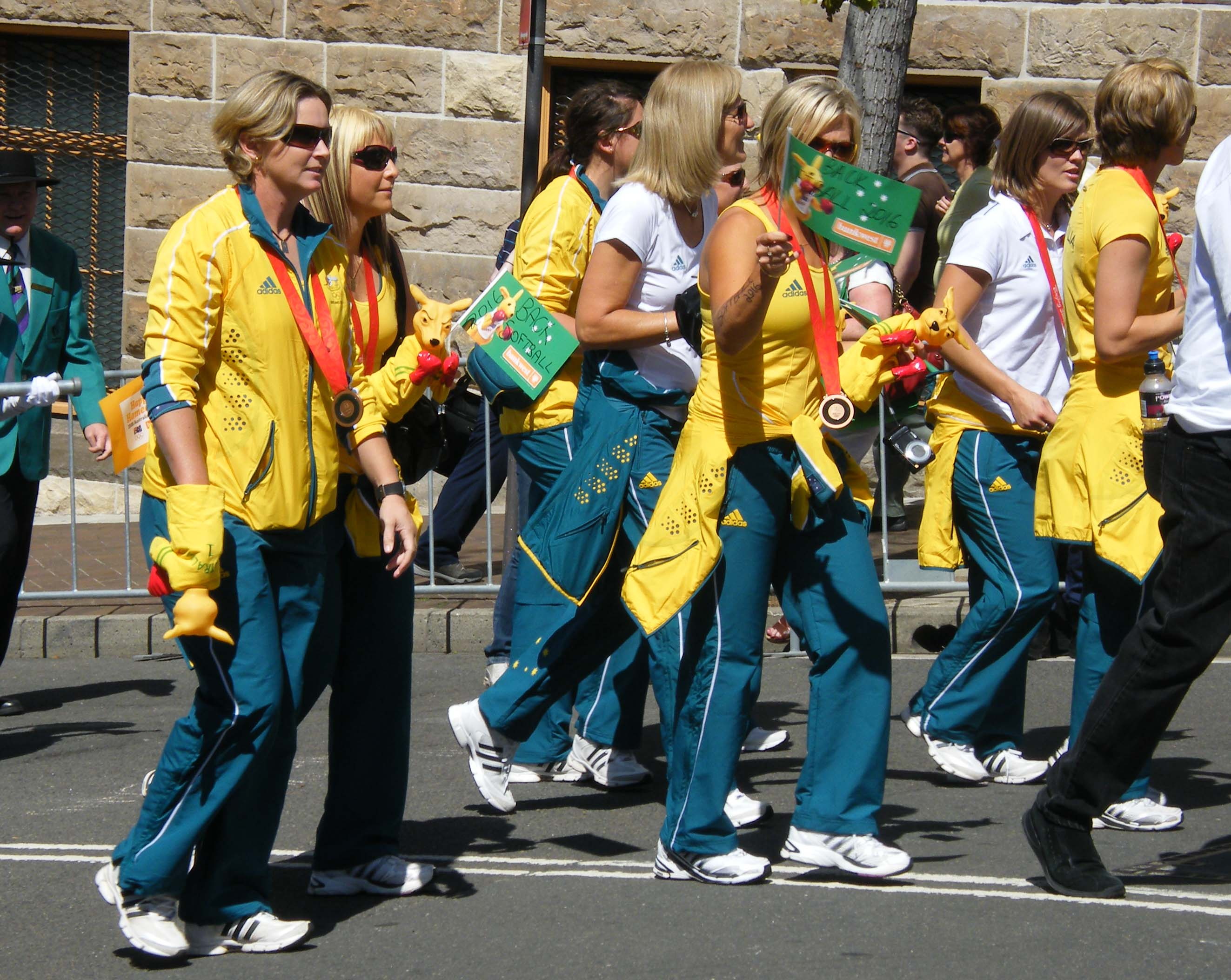
Det australiska damlandslaget i softboll vid en välkomstparad i Sydney, 2008.
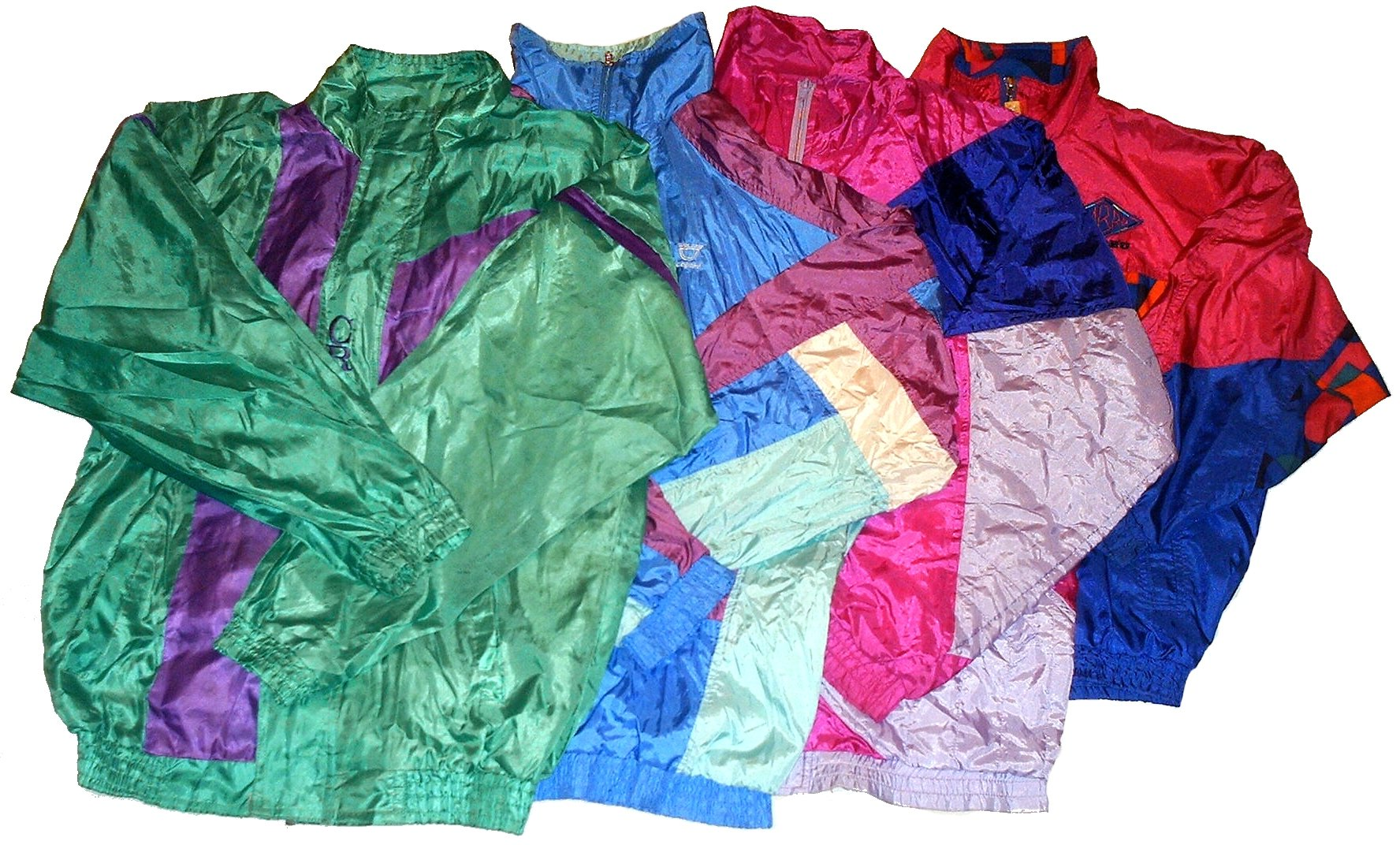
Shelljackor tillverkade av färgglatt nylonmaterial.